# Niklas Andersen
Niklas Andersen (nascut el 4 d'agost de 1988 a Frankfurt am Main) és un futbolista alemany que actualment juga pel Werder Bremen en la Bundesliga alemanya.